# 孝剛匡皇后
孝刚匡皇后王氏（？—1662年），南明永历帝朱由榔皇后。苏州人。她信奉天主教，洗礼名亞納（Anne）。
父亲王略，是广东的知府，王氏起初是永明王妃、桂王妃（朱常瀛死后，朱由榔袭封桂王），1646年十一月，桂王朱由榔在肇庆即皇帝位，王氏被封为皇后，封王略为長洲伯，兄長王維恭为華亭伯。永曆元年（1647年），永历帝駐武岡，七月，清兵破寶慶，直趨奉天城下。南明的錦衣衛指揮使、文安伯马吉翔护送馬太后及王皇后撤退。途中，天降大雨，宮女、太监在泥淖中行进，皇后表现得很镇静。
永历二年（1648年）永历逃至南宁，四月初二丙午，王皇后生皇太子朱慈炫。清兵攻桂林，皇后用簪珥资助将士。馬吉翔和龐天壽为了讨好孙可望，想要废黜皇后，被永历帝否决。永历三年（1649年）五月庚午，生沅哀王朱慈𤇥。永历八年（1654年）九月廿六，生沔殇王朱慈熠。永历十三年（1659年）正月，永历帝逃亡缅甸，皇后染疾。缅甸为讨好清朝，永历十六年（1662年）二月发动咒水之难，将永历帝献给平西王吴三桂。在被清军押解的途中，王皇后与马太后自相扼喉而死，東寧上谥号為孝剛敏肅哲慎正和應天順聖匡皇后。

### 书籍
- 《小腆紀傳》
- 《南明史 (錢海岳)》

| 前任者： 紹宗曾皇后 | 明朝皇后 1646年—1662年 | 繼任者： 清朝皇后孝诚仁皇后 |